# NGC 2285
NGC 2285 je dvojna zvijezda  u zviježđu Blizancima. 

## Vanjske poveznice
- SEDS: NGC 2285